# Charles Yorke (4e comte de Hardwicke)
Charles Philip Yorke, 4e comte de Hardwicke (2 avril 1799 - 17 septembre 1873), est un commandant de la marine britannique et un homme politique conservateur.

## Biographie
Né à Sydney Lodge, à Hamble le Rice, il est le fils aîné de l'amiral Joseph Sydney Yorke, deuxième fils de Charles Yorke, Lord grand chancelier, de sa deuxième épouse Agneta Johnson. Il est un neveu de Philip Yorke (3e comte de Hardwicke). Il fait ses études à Harrow et au collège Royal Naval, où il reçoit la deuxième médaille.

## Carrière navale
Il entre dans la Royal Navy en mai 1815 en tant qu'aspirant sur le HMS Prince, le vaisseau amiral à Spithead. Plus tard, il sert en Méditerranée, sur le HMS Sparrowhawk (18) et HMS Leviathan (74) puis HMS Queen Charlotte (100), le navire amiral de Lord Exmouth, qui lui confie le commandement d'une barque de tir lors du bombardement d'Alger. Il rejoint ensuite le HMS Leander (60) sous le drapeau de Sir David Milne, sur la station nord-américaine, où il reçoit le commandement du Jane, un petit navire transportant des dépêches entre Halifax et les Bermudes. Il est ensuite nommé lieutenant suppléant du HMS Grasshopper (18) et, après quelques mois, nommé au rang de lieutenant en août 1819. En octobre suivant, il rejoint la frégate HMS Phaeton sur la station de Halifax, jusqu'à ce qu'il soit nommé au commandement du HMS Alacrity en 1823 sur la HMS Alacrity en Méditerranée, il occupe ce poste avant et après avoir obtenu le grade de capitaine en 1825, surveillant les mouvements des forces turco-égyptiennes et supprimant la piraterie.
Entre 1828 et 1831, il prend le commandement du HMS Alligator (28), sur la même station et prend une part active à l'opération navale dans le cadre de la lutte entre la Grèce et la Turquie. Enfin, entre 1844 et 1845, il assume pendant de courtes périodes le commandement du yacht à vapeur HMS Black Eagle et HMS St Vincent (120), dans lequel il transporte l'empereur de Russie, Nicolas Ier, en Angleterre. En 1849, tout en commandant le HMS Vengeance, il participe à la répression de la rébellion républicaine de Gênes en soutien des forces du royaume de Sardaigne. La Vengeance tire sur l'hôpital de Pammatone, faisant 107 victimes civiles . Pour ces actions, le roi de Sardaigne Victor-Emmanuel II lui décerne une médaille d'or de la vaillance militaire qu'il ne peut accepter que par la reine Victoria en 1855. En 1858, il se retire du service actif avec le rang de contre-amiral, devenant vice-amiral la même année et amiral en 1863. Il prend sa retraite de la Royal Navy en 1870.

## Carrière politique

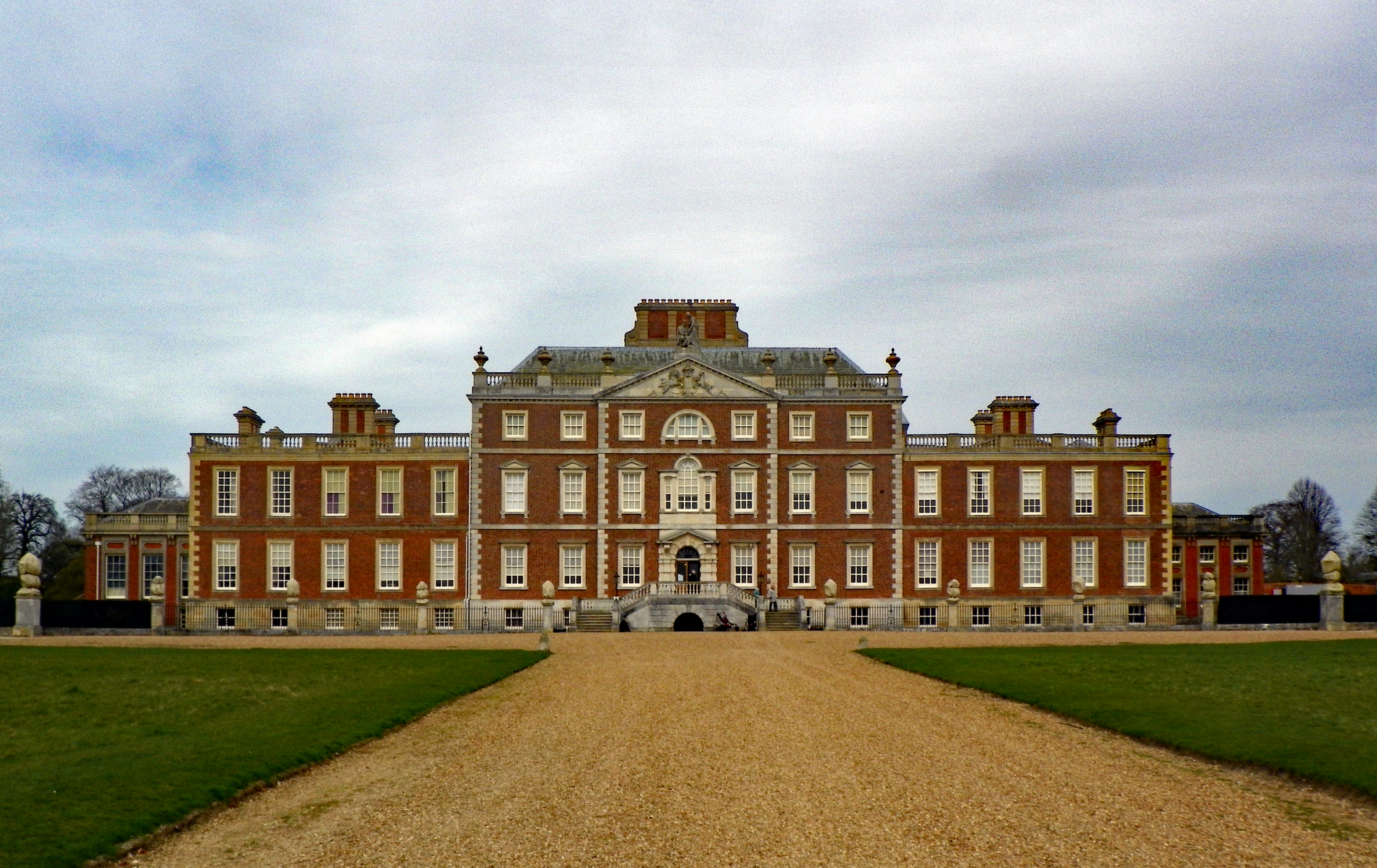
Wimpole Hall

Il représente Reigate à la Chambre des communes entre 1831 et 1832 et est député du Cambridgeshire entre 1832 et 1834. En 1834, à la mort de son oncle, il devient le quatrième comte de Hardwicke et hérite de l'important domaine de Wimpole dans le Cambridgeshire. Il est membre du cabinet de Lord Derby en 1852 en tant que ministre des Postes et en tant que Lord du sceau privé entre 1858 et 1859. En 1852, il est admis au Conseil privé.

## Famille
Il épouse Susan Liddell, sixième fille de Thomas Liddell (1er baron Ravensworth), en août 1833. Ils ont cinq fils et trois filles, dont Charles Yorke (5e comte de Hardwicke) et Mary Catherine, dont la fille Isabel Sophie épouse Charles Gordon-Lennox (7e duc de Richmond).
Il meurt en septembre 1873, à l'âge de 74 ans. Son fils aîné, Charles, lui succède. La comtesse de Hardwicke est décédée en novembre 1886 
Il aurait également engendré un enfant illégitime de Charlotte Pratt, une servante de son domicile à Wimpole Hall, en 1849.